# 572
572 (DLXXII) var ett skottår som började en fredag i den julianska kalendern.

## Händelser

### Okänt datum
- Bysantinska riket börjar kriga mot Persien.
- Bysantinska riket anfalls av visigoter från Spanien.
- Cleph efterträder Alboin som kung av Langobarderna.
- Theodric efterträder sin bror Æthelric som kung av Bernicia (traditionellt datum).
- Kejsar Bidatsu bestiger Japans tron.
- Drottning Rosamunda mördar Alboin.

## Födda
- Prins Shōtoku av Japan

## Avlidna
- Alboin, langobardisk kung.
- Rosamunda (drottning)